# 国际红十字会南京委员会
国际红十字会南京委员会（英語：International Red Cross Committee of Nanking），于1937年12月13日在南京安全区国际委员会总部成立，位于宁海路5号。南京大屠杀期间，国际红十字会南京委员会在南京安全区内进行了人道主义救援。

## 历史
日军攻占南京前几个周，约翰·马吉便有了成立红十字会的计划。1937年12月13日晨，约翰·马吉和约翰·拉贝等人在南京安全区国际委员会总部成立了国际红十字会南京委员会，约翰·马吉任主席。随后，国际红十字会南京委员会接管了外交部、铁道部和军政部的几所原军医院。之后，国际红十字会南京委员会作为国际红十字会的一个分支机构，得到了上海国际红十字会及国际红十字会中国分会的承认。
国际红十字会南京委员会主要承担伤员救治和难民保护工作，并参与南京大屠杀遇难者尸体的掩埋和处理工作。此外，委员会对鼓楼医院等医院拨款，用于免费治疗病人。

## 成员
| 姓名         | 国籍/职业          | 所在组织                   |
| ------------ | ------------------ | -------------------------- |
| 约翰·马骥    | 美国传教士         | 圣公会道胜堂               |
| 李春南       | 中国               |                            |
| 洛威         | 中国               |                            |
| 傅师德       | 美国传教士         | 圣公会南京圣保罗堂         |
| 克勒格尔     | 德国工程师         | 礼和洋行                   |
| 戴费马利     | 传教士，加入中国籍 | 长老会、金陵大学           |
| 魏特琳       | 美国传教士         | 基督会、金陵女子文理学院   |
| 韦如柏       | 美国传教医生       | 美以美会、金陵大学鼓楼医院 |
| 芒罗·福勒    | 英国商人           | 亚细亚火油公司             |
| 屈穆尔       | 美国传教医生       | 美以美会、金陵大学鼓楼医院 |
| 麦克伦       | 美国传教士         | 基督会、金陵大学鼓楼医院   |
| 贝德士       | 美国教授           | 基督会、金陵大学           |
| 约翰·拉贝    | 德国商人           | 西门子公司                 |
| 史迈士       | 美国教授           | 基督会、金陵大学           |
| 米尔士       | 美国传教士         | 美北长老会差会             |
| 波得希伏洛夫 | 俄罗斯             | 亚东洋行                   |
| 沈瑜舒       | 中国牧师           | 基督教                     |